# Tractat de Cardis

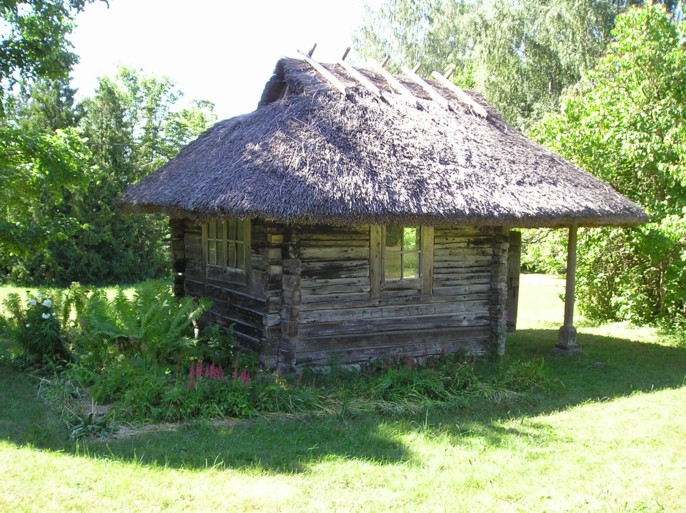
Petita casa prop de Kärde Manor, on d'acord amb el folklore es va signar el tractat.

El Tractat de Cardis va ser un acord de pau realitzat en 1661 entre el Tsarat Rus i l'Imperi suec. Aquest acord en particular va posar fi a la guerra russosueca (1656-1658). Va tenir lloc a Cardis Manor (avui dia Kärde) a Estònia. Segons els termes del tractat, Rússia lliurava a Suècia tots els territoris capturats. D'altra banda, tots els vaixells construïts a Kokenhausen (letó:Koknese, rus:tsarevitx-Dmitriev) per al fallit setge rus de Riga van ser destruïts (els vaixells van ser construïts en una drassana fundada per un boiar, de nom Afanassi Ordín-Nasxokin). En general, la Pau de Cardis manté els acords territorials del Tractat de Stolbovo.